# José Luis Morales Nogales
|  | No s'ha de confondre amb José Luis Morales Martín. |

José Luis Morales Nogales, conegut simplement com a Morales o comandante Morales (Madrid, 23 de juliol de 1987) és un futbolista professional madrileny que juga com a migcampista o mitja punta al Llevant UE.

## Carrera esportiva
Nascut a Madrid, Morales va començar a jugar a futbol tard, quan ja tenia 20 anys. L'1 de juliol de 2011 va signar un contracte amb el Llevant UE, per jugar a l'equip B a la tercera divisió, on en la seva primera temporada, varen arribar a la promoció d'ascens, amb Morales contribuint-hi amb 14 gols en 41 partits.

### Llevant UE
El 17 d'abril de 2013 Morales va signar amb el Llevant un nou contracte, per dos anys, i ascendí al primer equip. el 30 de juliol fou cedit a la SD Eibar, de segona divisió.
Morales va jugar el seu primer partit professional el 18 d'agost de 2013, jugant de titular en una victòria a fora per 2–1 contra el Real Jaén a segona divisió. Va marcar el seu primer gol com a professional el 27 d'octubre, el segon d'una victòria per 2–0 contra el FC Barcelona B.
Morales va debutar a La Liga el 30 d'agost de 2014, jugant com a titular en una derrota per 0–3 contra l'Athletic Club.
El 29 de maig de 2015, Morales va renovar contracte amb el Llevant fins al 2019. Va marcar 12 gols la temporada 2018–19, més cinc assistències, en un any en què l'equip acabà 15è a la classificació.
El 7 de maig de 2018, amb el seu gol al Leganès, va esdevenir el màxim golejador històric del club valencià a Primera Divisió amb 19 punts.
El 17 d'agost va iniciar la temporada 2018-19 amb un doblet en una victòria per 0-3 davant el Reial Betis. El primer va ser gràcies a una cavalcada de 74 metres, on va driblar quatre jugadors verd-i-blancs. El 20 d'octubre va obrir el marcador en una victòria per 1 a 2 davant el Real Madrid Club de Futbol|Reial Madrid] a domicili.
La temporada 2019-20 fou la sisena de Morales al Llevant, on és titular i referent de l'equip.

### Vila-real
El 24 de juny de 2022 va abandonar al Llevant després del seu descens a Segona Divisió per anar al Vila-real CF, amb contracte per dos anys. El 6 d'octubre va marcar un hat-trick tot i que era suplent, en una victòria a casa per 5–0 contra el FK Austria Wien a la fase de grups de la Lliga Europa Conferència de la UEFA 2022–23. Morales va marcar tres gols més el 26 de novembre de 2023 en una victòria per 3-1 a la lliga contra el CA Osasuna, aquesta vegada com a titular.

### Retorn al Llevant
El 5 de juliol de 2024, Morales va tornar al Llevant amb un contracte d'un any. Ell i Roger Brugué van liderar l'equip a la primera temporada de la seva segona etapa amb 11 gols, en un ascens a la màxima categoria com a campions; a més, va participar en els 42 partits de lliga.